# Paul Seye
Paul Seye (Gant, 10 d'octubre de 1944) va ser un ciclista belga que va córrer durant els anys 60 del segle xx. Es dedicà al ciclisme en pista, aconseguint una medalla de plata al Campionat del món en Quilòmetre contrarellotge de 1966, per darrere del francès Pierre Trentin.

## Palmarès
- 1963
  -  Campió de Bèlgica amateur en persecució
- 1966
  -  Campió de Bèlgica amateur en òmniun
  -  Campió de Bèlgica amateur en quilòmetre
  -  Campió de Bèlgica amateur en persecució per equips